# Alliance canadienne pour le vote des femmes du Québec
L'Alliance canadienne pour le vote des femmes du Québec (ACVFQ) est une organisation féministe militant pour les droits civils et politiques des femmes au Québec. Fondée en 1927 par Idola Saint-Jean, l'Alliance jouera un rôle clé dans l'obtention du droit de vote féminin au Québec. L'ACVFQ se distingue des autres organisations féministes de l'époque, puisqu'elle va se concentrer sur la population ouvrière féminine. L’Alliance canadienne pour le vote des femmes du Québec se situe dans la première vague féministe. Deux générations de féministes suffragistes ont milité afin de faire changer l’opinion publique et l’opinion des dirigeants et chefs politiques. L’ACVFQ se démarque par la persistance de son militantisme. L’ACVFQ a joué un rôle clé dans le processus d’émancipation des Canadiennes-françaises entre les années 1920 et 1940.

## Fondation de l’Alliance
L'Alliance canadienne pour le vote des femmes du Québec fut créée à la suite de la division du Comité provincial pour le suffrage féminin. Professeure à l’Université McGill et militante, Idola Saint-Jean a contribué à la défense des intérêts des femmes au Québec. Sa participation essentielle au mouvement suffragiste, son action dans le mouvement ouvrier et syndical, en plus de sa participation aux commissions d’enquête sur la condition féminine font d'elle un symbole fort des années 1920-1930 au Québec. Idola Saint-Jean fut un membre fondateur du Comité provincial pour le suffrage féminin (CPSF). En 1927, elle quitte le Comité et crée l’Alliance canadienne pour le vote des femmes du Québec. Son départ est dû à trois principaux désaccords avec le CPSF : certains membres du comité comme Thérèse Casgrain sont trop affichés en faveur du Parti libéral du Québec, le Comité n’est pas assez actif et il est composé de trop de femmes issues du milieu bourgeois,.

### Le Comité provincial pour le suffrage féminin: précurseur de l'Alliance
C’est en 1922 que plusieurs suffragistes ayant milité au sein de la Fédération nationale Saint-Jean-Baptiste fondent le Comité provincial pour le suffrage des femmes. Idola Saint-Jean sera de ces féministes qui auront milité au sein des deux groupes. Cette dernière sera d’abord secrétaire du Comité provincial pour le suffrage des femmes, puis fondera l’Alliance canadienne pour le vote des femmes. Marie Lacoste Gérin-Lajoie et Anne Lyman, respectivement francophone et anglophone, vont cofonder et coprésider le Comité provincial pour le suffrage féminin. Idola Saint-Jean et Thérèse Casgrain seront toutes les deux très actives au sein de cette organisation féministe. Thérèse Casgrain va utiliser son réseau social, alors que Idola Saint-Jean sera celle qui rassemblera les troupes de militantes.
Elles vont rassembler quatre cents femmes et aller à la rencontre de Louis-Alexandre Taschereau, premier ministre de l’époque, afin de lui présenter leur projet de loi visant à octroyer le suffrage féminin, et ainsi « faire rayonner les qualités féminines sur la politique» provinciale. Le Comité provincial pour le suffrage féminin s’allie avec le député provincial Henry Miles, afin de présenter un projet de loi concernant le droit de vote féminin à l’Assemblée législative. Malgré le dynamisme du Comité provincial, le projet de loi sera refusé par le premier ministre Taschereau. Henry Miles, député libéral de Montréal-Saint-Laurent sera ridiculisé par ses adversaires et ses collègues, mais demeure officiellement le député ayant parrainé « en Chambre le premier projet de loi sur le vote des femmes ». Malgré les efforts déployés, le projet de loi sera officiellement mis de côté, avant même une deuxième lecture, le 9 mars 1922.
L’Assemblée législative ne sera pas l’unique institution opposée au suffrage féminin provincial. Le clergé appuiera une pétition signée par plus de quarante-quatre mille femmes catholiques s’opposant farouchement à ce qu’on leur octroie le droit de vote. Marie Lacoste Gérin-Lajoie sera victime de grandes pressions de la part du clergé catholique québécois. Elle se retirera du Comité provincial pour le suffrage féminin à la suite d’une pétition signée par 25 000 femmes catholiques qui s’opposaient au droit de vote, et appuyée par le clergé catholique. Dès lors, le Comité provincial perdra de sa fougue initiale, ce qui va déplaire aux féministes plus radicales comme Idola Saint-Jean. Le Comité provincial pour le suffrage féminin sera repris par Thérèse Casgrain qui va créer la Ligue des droits de la femme, et qui militera pour le droit de vote des femmes et pour le droit des familles dans un sens plus large.

### Création de l'Alliance
Idola Saint-Jean ne sera pas réélue au poste de secrétaire du Comité provincial pour le suffrage féminin. On peut toutefois supposer qu’elle ne s'est pas présentée puisque « toutes les officières sont élues par acclamation ». Les dissensions sont nombreuses au sein du Comité depuis quelques années, mais c’est le souci d’action auprès des ouvrières qui va pousser Idola Saint-Jean à créer l’Alliance canadienne pour le vote des femmes du Québec, dont la première réunion eut lieu le 3 février 1927. La création de la Ligue des droits de la femme et de l’Alliance canadienne pour le vote des femmes du Québec marque un déchirement entre les féministes suffragistes. La Ligue sera principalement active au sein de la bourgeoisie, alors que l’Alliance sera surtout préoccupée par les travailleuses.
L'Alliance prônera un féminisme plus radial que celui de Thérèse Casgrain. Aussi, l'ACVFQ sera une organisation typiquement canadienne-française, puisque Isabella Scott sera la seule membre anglophone. L’Alliance canadienne pour le vote des femmes inscrira, dans la Constitution même de l’organisme, le premier but de son militantisme : « L’obtention pour les femmes de la province de droits politiques et civils égaux à ceux des hommes ». Idola Saint-Jean précisera aussi que l’ACVFQ désire demeurer neutre et autonome, loin de toute partisanerie.
La ligue des droits de la femme et l’Alliance canadienne pour le vote des femmes du Québec sont les deux principales organisations qui ont milité pour le droit de vote au Québec jusqu’à la fin. Elles collaborent à de nombreuses reprises pour le suffrage au Québec (comme ce fut le cas pour les pèlerinages jusqu’à l’Assemblée Nationale), mais parfois leur relation est tendue. En effet, Idola Saint-Jean critique certaines actions des membres de la Ligue comme le choix de Thérèse Casgrain d’envoyer des fleurs au premier ministre Taschereau pour sa fête. Tandis que cette dernière considère qu’en créant l’alliance, Idola Saint-Jean divise les forces des suffragettes.

## Enjeux défendus par l’Alliance
L'Alliance canadienne pour le droit de vote des femmes va lutter farouchement pour protéger les intérêts des ouvrières, en plus de participer à quelques-unes des luttes syndicales. La lutte pour l’obtention de meilleures conditions sociales et de travail va monopoliser les actions entreprises auprès de la population ouvrière féminine. En plus d’être indispensable pour la conquête d’une véritable démocratie, le suffrage féminin permettrait aux femmes d’améliorer leur condition sociale, politique et juridique. Les militantes seront présentes en grand nombre « dans deux importants mouvements syndicaux féminins des années 1930 à savoir la syndicalisation des institutrices rurales, celles des midinettes et la grève organisée par ces dernières en 1937». Idola Saint-Jean ne milite pas uniquement pour le droit de vote des femmes, elle s’implique dans toutes les sphères où les femmes luttent pour l’amélioration de leur condition sociale.
L’Alliance canadienne pour le vote des femmes du Québec défend l’égalité juridique et civile entre les hommes et les femmes ; lutte pour le suffrage féminin et l’autonomie financière des femmes; milite pour l’individualité des femmes; dénoncent le double standard homme-femme (comme celui sur l’adultère) ; revendique l’équité salariale et que toutes les professions soient ouvertes aux femmes, etc. L’ACVFQ a une vision très égalitaire de la relation homme-femme (en contradiction avec les féministes maternaliste très présente au début du XXe siècle),. En créant l’Alliance, Idola Saint-Jean veut fonder un regroupement féministe indépendant. L’ACVFQ soutient quiconque militent pour le droit de vote des femmes sans accorder de préférence à un parti politique. De plus, la culture prend une place très importante au sein de l’alliance. L’ACVFQ crée des pièces de théâtre, des conférences sur l’histoire des femmes, des cercles de lecture, une bibliothèque, etc. pour permettre aux femmes de s’instruire davantage.

## Lutte pour le suffrage
En plus de militer ardemment pour le suffrage des femmes, l'Alliance canadienne pour le vote des femmes du Québec cherche à défendre les intérêts des femmes en usant des lois déjà en vigueur et en éduquant les membres qui chercheraient à faire valoir leurs droits. Pour Idola Saint-Jean, refuser aux femmes de jouir des mêmes droits que les hommes est dangereux pour la démocratie. À l’aube de la Deuxième Guerre mondiale, elle n’hésitera pas à comparer ce danger pour la démocratie à l’Allemagne d’Hitler, dans sa revue La Sphère féminine : « (…) tout tient dans l’édifice démocratique. Si on refuse à la femme le droit de suffrage sous préteste qu’elle doit être enfermée, c’est le cas en Allemagne, entre le lit, la cuisine et le biberon, on en viendra bientôt d’après le même procédé à supprimer les droits masculins les plus importants ».
Idola Saint-Jean se différencie aussi des autres militantes suffragistes québécoises puisqu’elle ne s’appuie jamais sur le soutien des hommes. Elle recherche sa propre autonomie, en plus de celle de toutes les autres femmes du Québec : « Dans les milieux suffragistes québécois, elle est la seule à développer l’idée d’une action autonome des femmes ce qui se traduit à la fois par le type de services dispensés par l’Alliance, et son refus de la séduction et la théorisation de ses choix féministes ». La Ligue des droits de la femme et l’Alliance canadienne pour le vote des femmes du Québec vont entreprendre plusieurs marches à l'Assemblée législative. Conjointement et sur une base annuelle. Les deux organisations réclameront le suffrage féminin : « Si les pèlerinages successifs à Québec furent insuffisants à cet égard, ils n’en constituèrent pas moins un excellent moyen de sensibiliser à la cause du suffrage féminin l’opinion publique québécoise ».

### Oppositions politiques
Diverses actions sont entreprises par l’Alliance pour militer pour le droit de vote pour les femmes du Québec qui est obtenu seulement en 1940 (alors qu’au niveau fédéral les femmes peuvent voter depuis 1918). De 1927 à 1938, l’ACVFQ envoie une délégation pour assister au projet de loi présenté annuellement à l'Assemblé Nationale sur le suffrage féminin. Un pèlerinage est organisé, chaque année, qui consiste à faire une marche jusqu’à l’Hôtel du Parlement pour, ensuite, assister au débat sur le suffrage. L’Alliance rencontre à plusieurs reprises des politiciens pour revendiquer le suffrage féminin. Par exemple, en 1927, l’alliance obtient une audience avec le premier ministre Taschereau. Une centaine de féministes de diverses organisations y seront présentes. La même année, Idola Saint-Jean et d’autres membres de l’Alliance rencontrent le premier ministre du Canada, mais ce dernier refusant d’excéder sa juridiction, n’apporte pas grande aide aux suffragistes québécois.
Pourtant, l’Assemblée législative reçut de multiples demandes concernant le suffrage féminin. Des projets de loi privés, déposés par des députés désireux de voir les femmes s’émanciper, ont afflué à l’Assemblée législative, et ce depuis 1927. Ces projets de loi ont tous été rejetés. Victor Marchand déposa son projet en 1927 et Irénée Vautrin déposa le sien en 1937. L'ACVFQ entreprendra de nombreuses marches à l'Assemblée Législative du Québec et entretiendra des liens avec certains députés afin de faire passer un projet de loi permettant l'obtention du suffrage féminin. Les féministes présenteront un nouveau projet de loi au printemps 1939, par l’entremise du député unioniste de Verdun, P.A. Lafleur. Le projet fut adopté, et ce en première lecture et envoyé devant le Comité des Bills, présidé par le premier ministre Duplessis. En octobre de la même année, Duplessis déclenche les élections. Les suffragistes vont utiliser les outils de communications et lancer une campagne de publicité : « La Ligue des droits de la femme et l’Alliance pour le vote des femmes du Québec appuyèrent résolument le Parti libéral qui avait inscrit à son programme le suffrage féminin. Le résultat des élections fut une défaite spectaculaire de l’Union nationale et le retour au pouvoir du Parti libéral.
Les liens entre l’ACVFQ et de la Ligue des droits de la femme avec certains hommes politiques, tant au niveau fédéral que provincial seront sans aucun doute essentiels à l’obtention du suffrage. L’appui direct de certains de ces hommes à la cause des femmes, comme ce fut le cas d’Ernest Lapointe lors du congrès libéral du printemps 1938, sera crucial pour l’émancipation des femmes au Québec. En 1939, le premier ministre Duplessis permet aux suffragistes dont l’Alliance de défendre leur cause devant le Comité des bills publics de l’Assemblée législative pour la première fois. L’Alliance y participe et Idola Saint-Jean y fait un discours utilisant les fondements de la démocratie et les droits de la personne pour défendre le suffrage féminin. En plus des actions nommées plus haut, d’autres mesures sont prises pour obtenir le droit de vote comme l’organisation de manifestations, la distribution de dépliants, la création de diverses pétitions, la participation à des émissions de radio et la publication dans des revues comme La Sphère féminine pour partager leur revendication et éduquer la population,.

## Autres méthodes pour propager le féminisme
L'ACVFQ utilisera les journaux, la radio et mettra en place des bibliothèques afin d'éduquer le plus possible les femmes du Québec. L’Alliance canadienne pour le vote des femmes va créer un « réseau de bibliothèques circulantes qui diffusent des ouvrages et de la documentation sur le féminisme et sur les questions sociales et orientent les femmes vers des services et des ressources pouvant leur venir en aide ».
La « bibliothèque circulante » créée par l’ACVFQ rendra accessible à plusieurs femmes, des ouvrages féministes ou « portant sur la situation des femmes et sur le mouvement féministe ou encore les grands classiques de la littérature féministe américaine ou anglaise, tels les livres de John Stuart Mill ou de Mary Wollstonecraft. La circulation des ouvrages repose soit sur la bonne volonté d’individus qui ont leur propre bibliothèque, soit sur le prêt d’organisation telle la FNSJB ». La bibliothèque circulante créée par l’ACVFQ offre des livres qui n’étaient pas disponibles dans le réseau des bibliothèques paroissiales. On ne connait cependant pas le nombre de livres, leurs titres, ni le nombre de femmes ayant profité de ce service.
Saint-Jean écrira fréquemment dans le Montreal Herald, dès 1929. Ce quotidien lui permit de s’exprimer publiquement sur des enjeux politiques et légaux concernant les femmes du Québec. En plus de dénoncer les injustices faites aux femmes, Saint-Jean s’insurgera contre le Code civil et le statut donné aux femmes, égal à celui des enfants et des malades mentaux. L’Alliance canadienne pour le vote des femmes du Québec produira aussi des pièces de théâtre. L’ACVFQ participera aussi à des œuvres philanthropiques et de charité, en plus d’organiser « un repas du Nouvel An, à l’orphelinat Les Buissonnets, dans les salles de l’Aide à la femme ou encore pour les personnes hospitalisées à l’Assistance publique ». L’Alliance organisera aussi des soirées de financement. L’organisation fera même tirer une voiture Ford Sedan 1931, moyennant un billet coutant dix sous.
En 1929, le premier ministre Taschereau instaure une commission d’enquête sur les droits civils des femmes, la commission Dorion. L’Alliance canadienne pour le vote des femmes du Québec y apporte sa contribution en proposant des suggestions de réformes. Même si certaines féministes considèrent qu’elle ne va pas assez loin, la commission apporte quelques changements. Par exemple, dorénavant les femmes mariées peuvent toucher leur salaire et le dispenser sans l'autorisation de leur mari,.  Tout au long de son existence, l’Alliance organise, aussi, des consultations juridiques pour ses membres, particulièrement utilisées pour régler les problèmes conjugaux.

## Luttes pour d'autres enjeux
Idola Saint-Jean fut la voix de la classe ouvrière de l’entre-deux-guerres, et a grandement contribué à l’émancipation de ce qui deviendra la Québécoise moderne. Célibataire, indépendante et instruite, elle usa de ses cours de dictions et de théâtre pour exprimer haut et fort ce que les femmes ne pouvaient pas dire ce qui en fut quelqu’un de très dérangeant « pour les élites politiques et cléricales ». Idola Saint-Jean va aussi critiquer le Code civil. Elle est d’avis que les femmes devraient pouvoir se séparer plus facilement de leur époux, si ce dernier est infidèle par exemple. En plus de rechercher l'équité salariale entre les hommes et les femmes, les féministes se battront devant la Commission MacMilan en plus d'avoir pris part à la Commission Dorion quelques années auparavant. Cette commission d’enquête provinciale cherchait à étudier le statut juridique des Québécoises, qui n’aboutit à aucune grande réforme féministe, mais permit d’ouvrir un débat public sur l’infantilisation des femmes.
Le rôle joué par l’ACVFQ en ce qui concerne les droits des femmes est majeur. L’ACVFQ s’occupera de protéger les femmes et de les rendre plus autonomes : « (l’Alliance) s’occupe de séparation légale, de violence conjugale ou de lutte contre la discrimination économique. Son effet est clair (l’Alliance) renforce l’autonomie personnelle des femmes et leur permet de se soustraire à des situations intolérables ». L’organisation de Saint-Jean permet aux femmes de faire reconnaitre leurs droits, mais aussi de se défendre entre elles. Bien que le service d’accompagnement offert par l’Alliance soit « placé sous la responsabilité d’un membre du Barreau, donc un homme, il permet aux femmes ayant reçu une formation en droit, sans avoir l’autorisation de pratiquer, de faire bénéficier d’autres femmes de leur savoir ». Pour Saint-Jean, il y a une « continuité entre le suffragisme et le libéralisme classique ».

## Fin de l’Alliance
En plus d’avoir fondé la Ligue des droits de la femme, Thérèse Casgrain était vice-présidente du Club des femmes libérales. Son époux, Pierre Casgrain, était vice-président de la Chambre des communes à Ottawa. Lors du congrès libéral tenu au printemps 1938, le parti inscrira le suffrage féminin à son programme politique en vue des élections suivantes. Les délégués inscriront aussi l’éligibilité des femmes au programme du parti libéral. Adélard Godbout devient premier ministre du Québec et dépose le projet de loi no 18. Le projet de loi du suffrage féminin sera inscrit le 20 février 1940 au programme du parti. La loi sera adoptée par l’Assemblée le 11 avril, et sera sanctionnée le 25 avril 1940.
Le vote des femmes au niveau provincial fut octroyé « pour services rendus à la nation », soit exactement le même motif utilisé au niveau fédéral. Lorsqu’il prononça son discours en Chambre, Godbout prit soin de demander à ça qu’on retire « toute entrave à l’influence bienfaisante de la femme dans notre société ».
Deux générations de Québécoises se sont battues pour le suffrage féminin au niveau provincial. Elles se sont organisées, défendues entre elles. Elles ont cherché à être entendues, à pouvoir s’exprimer haut et fort et à être reconnue en tant que citoyenne. Certaines militantes ont consacré leur vie à la lutte féministe. Idola Saint-Jean fait partie d’un petit groupe de militantes qui ont pris part à la lutte depuis le tout début. Déjà membre de la Fédération nationale Saint-Jean-Baptiste, elle a poursuivi ses efforts avec le Comité provincial pour le suffrage, et elle a finalement fondé l’Alliance canadienne en 1927.
En usant intelligemment de leur cercle d’influence, les militantes ont finalement obtenu ce qu’elles réclamaient tant : le droit de pouvoir s’exprimer sur l’avenir de la province, sur leur quotidien et sur les lendemains qu’elles souhaitaient offrir à leurs enfants. Le journal La Presse rapportera, le 29 avril 1940, un rassemblement à l’Auditorium de Montréal. Il y avait environ 5000 ouvrières du textile réuni afin de remercier Idola Saint-Jean pour sa lutte pour le suffrage des femmes au provincial. Idola Saint-Jean votera aux élections d’août 1944 et décèdera en avril 1945. Elle put heureusement jouir d’une autonomie politique et sociale jamais vue auparavant. L’obtention du suffrage féminin au Québec marque la fin de l’Alliance canadienne pour le vote des femmes du Québec.  En 1941, l’ACVFQ devient l’Alliance canadienne des électrices du Québec.